# Kanton Nancy-Ouest
Kanton Nancy-Ouest (fr. Canton de Nancy-Ouest) byl francouzský kanton v departementu Meurthe-et-Moselle v regionu Lotrinsko. Tvořila ho pouze západní část města Nancy. Zrušen byl po reformě kantonů 2014.